# Auen-Schenkelbiene

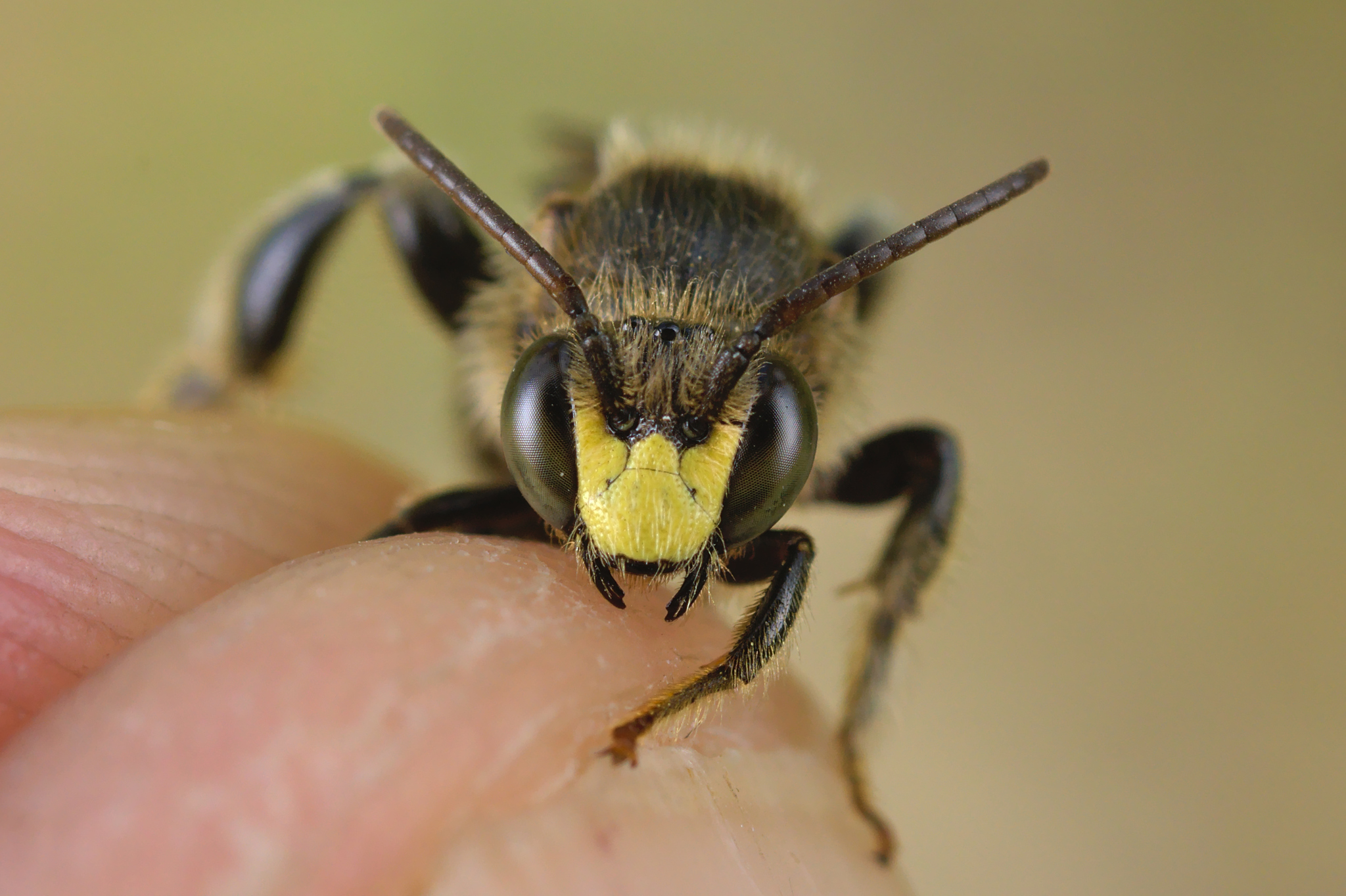
Auen-Schenkelbiene (Macropis europaea), Frontalansicht

Auen-Schenkelbiene (Macropis europaea) ist eine Biene aus der Familie der Melittidae. Die Art wurde 2020 zur Wildbiene des Jahres gekürt.

## Merkmale
Die Bienen haben eine Körperlänge von 8 bis 9 Millimetern (Weibchen) bzw. 8 Millimeter (Männchen). Die Weibchen sind schwarz. Am Kopf, dem Thorax sind sie locker gelbbraun, auf dem Mesonotum schwärzlich behaart. Die ersten beiden Tergite sind unbehaart und glänzen, das dritte und vierte Tergit trägt weiße Haarbinden, von denen die erste in der Mitte unterbrochen ist. Die Endfranse ist mittig schwarz, an den Seiten weiß. Die Schienenbürste (Scopa) ist weiß. Die Fersenglieder (Metatarsen) sind innen und außen schwarz. Die Männchen haben einen schwarzen Körper, ihr Gesicht ist gelb gezeichnet. Der Kopf und Thorax ist gelbgrau behaart. Das dritte Tergit hat am Ende an den Seiten weißliche Haarflecken, das vierte und fünfte Tergit trägt Binden. Die Schenkel (Femora) und Schienen (Tibien) der Hinterbeine sind stark verdickt, deshalb auch als Schenkelbienen bezeichnet, die Schienen sind am Ende beim außen liegenden Sporn abgestutzt.

## Vorkommen und Lebensweise
Die Art ist in Europa, nördlich bis in den Süden Finnlands verbreitet. Sie besiedelt hauptsächlich Feuchtgebiete und lebt zwar solitär aber in Aggregationen. Das besondere an dieser Art und auch der ganzen Gattung ist, dass diese Bienen fettes Öl aus Blüten des  Gilbweiderichs (Lysimachia) sammeln. Pollen wird auch ausschließlich von den ölproduzierenden Gilbweidericharten gesammelt, zur Eigenversorgung fliegen die Bienen Nektarpflanzen an. Das Öl wird benutzt um zum einen Brutzellen, die in der Erde angelegt werden, mit dem Öl auszukleiden und gegen Feuchtigkeit bzw. Austrocknung zu schützen, und zum anderen wird das Öl benutzt, um mit dem Pollen gemischt das Larvenbrot herzustellen.  
Die Tiere fliegen von Ende Juni bis Ende August. Kuckucksbiene der Art ist Epeoloides coecutiens.